# Tirathabini
A galériás molyok (Galleriinae) a valódi lepkék közül a fényiloncafélék (Pyralidae) családjának egyik alcsaládja.

## Származásuk, elterjedésük
A fajok többsége trópusi. Európából 4 nem 13 faja ismert, köztük a méhfélék viaszában élő, a kaptárakban károsító méhviaszmoly (Aphomia sociella).

## Magyarországi fajaik
Hazánkban 3 nemük 5 faja él:
- Aphomia (Hb., 1825)
  - méhviaszmoly (Aphomia sociella L., 1758) — Magyarországon közönséges (Fazekas, 2001; Buschmann, 2004; Pastorális, 2011; Pastorális & Szeőke, 2011)
  - déli koldusmoly (Aphomia foedella Zeller, 1839) — Magyarországon szórványos (Fazekas, 2001; Pastorális, 2011)
  - koldusmoly (Aphomia zelleri Joannis, 1932) — Magyarországon közönséges (Fazekas, 2001; Pastorális, 2011; Pastorális & Szeőke, 2011)
- Lamoria (Walker, 1863
  - törmelékmoly (Lamoria anella Denis & Schiffermüller, 1775) — Magyarországon közönséges (Fazekas, 2001; Pastorális, 2011; Pastorális & Szeőke, 2011)
- Paralipsa (Butler, 1879)
  - raktármoly (Paralipsa gularis Zeller, 1877) — Magyarországon többhelyütt előfordul (Pastorális, 2011; Pastorális & Szeőke, 2011).